# Josef Reinhard

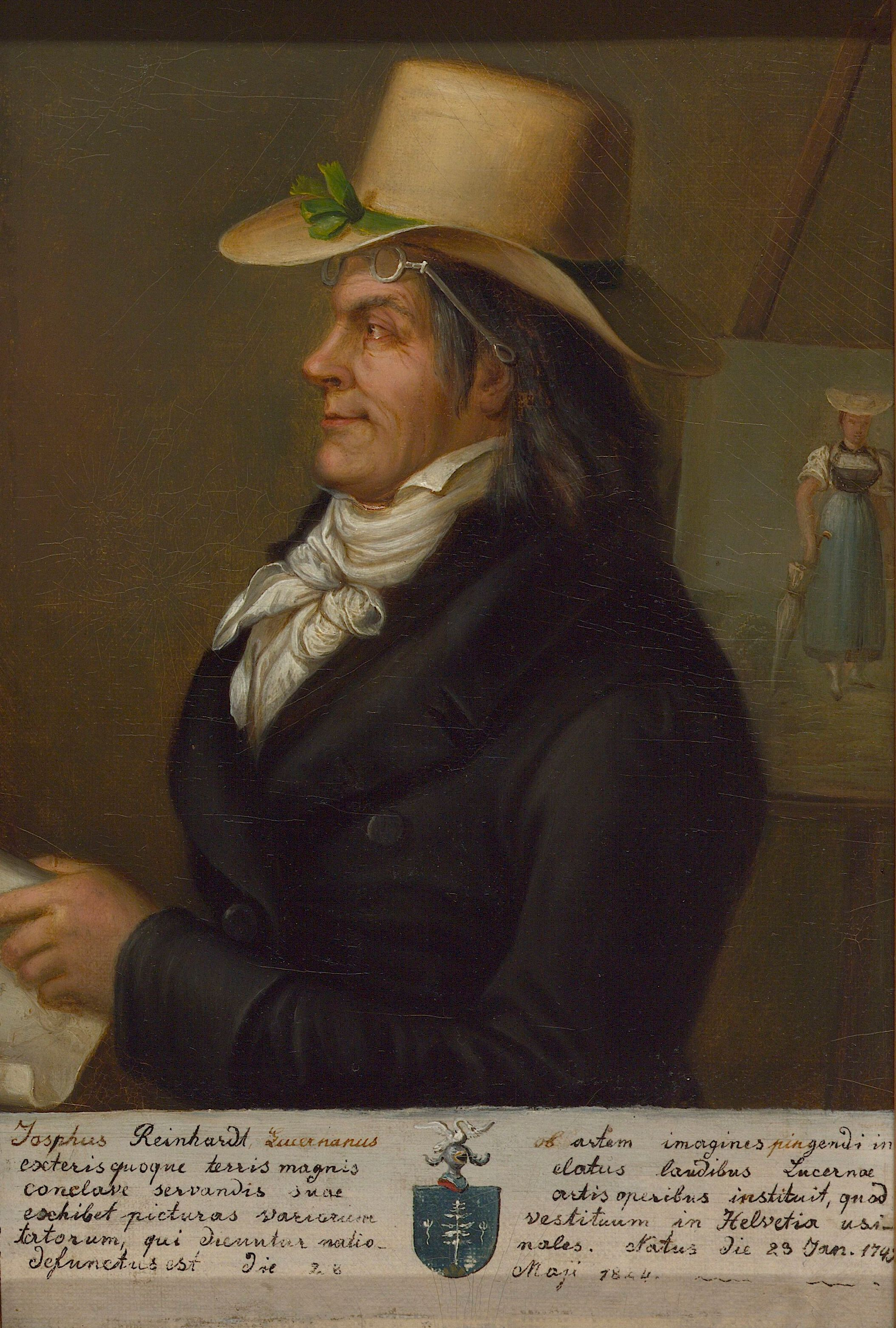
Porträt von Josef Reinhard

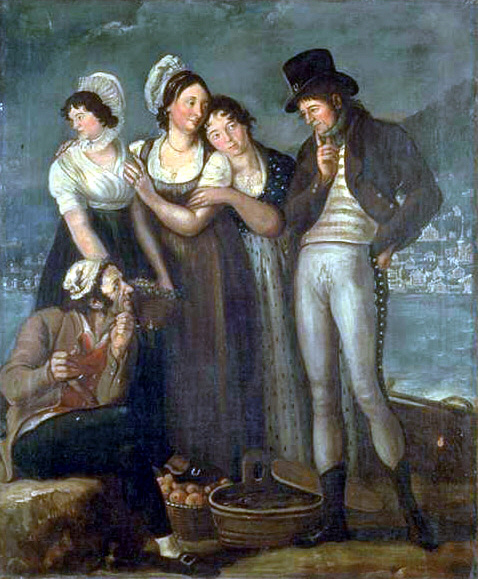
Josef Reinhard: Trachtenbild Zürich, 1802

Josef Reinhard, eigentlich Josef Alois Alfons Reinert, teilweise auch Joseph Reinhard (* 23. Januar 1749 in Luzern; † 28. Mai 1824 ebenda) war ein Schweizer Maler und Zeichner.

## Leben und Wirken
Er war der Sohn Joseph Ignaz Reinerts und der Anna Maria Bättig. 1765 erhielt er von der Luzerner Regierung ein Stipendium für eine Ausbildung bei einem nicht näher bekannten Künstler in Lucca und in Rom, wo er zwei Jahre an der Accademia di San Luca im Kreis von Pompeo Batoni und Domenico Corvi studierte. Am 19. Februar 1776 heiratete er Anna Schriber, am 1. Januar 1777 kam die Tochter Clara zur Welt, die später als Zeichnerin in seiner Werkstatt mithalf.
Reinhard malte viele Trachtenbilder im Auftrag des Seidenbandfabrikanten Johann Rudolf Meyer. Bekanntheit erlangte er vor allem durch seine Trachtenbilder aus der gesamten Schweiz, u. a. aus dem Kanton Basel-Landschaft. Im barocken Kloster Engelberg hat er mehrere monumentale Wandbilder in Öl gefertigt, beispielsweise 1784 die Darstellung von Jesus mit der Samariterin am Brunnen (Bibel, Joh. 4,1-42).
Sammlungen seiner Werke befinden sich im Historischen Museum Bern und im Kunstmuseum Luzern. Auch von seiner Tochter Clara Reinhard (1777–1848) sind Bilder und Zeichnungen erhalten.